# St. Georgen an der Leys
St. Georgen an der Leys (auch Sankt Georgen an der Leys oder umgangssprachlich auch Bründl) ist eine Gemeinde im Bezirk Scheibbs in Niederösterreich mit 1310 Einwohnern (Stand 1. Jänner 2025).

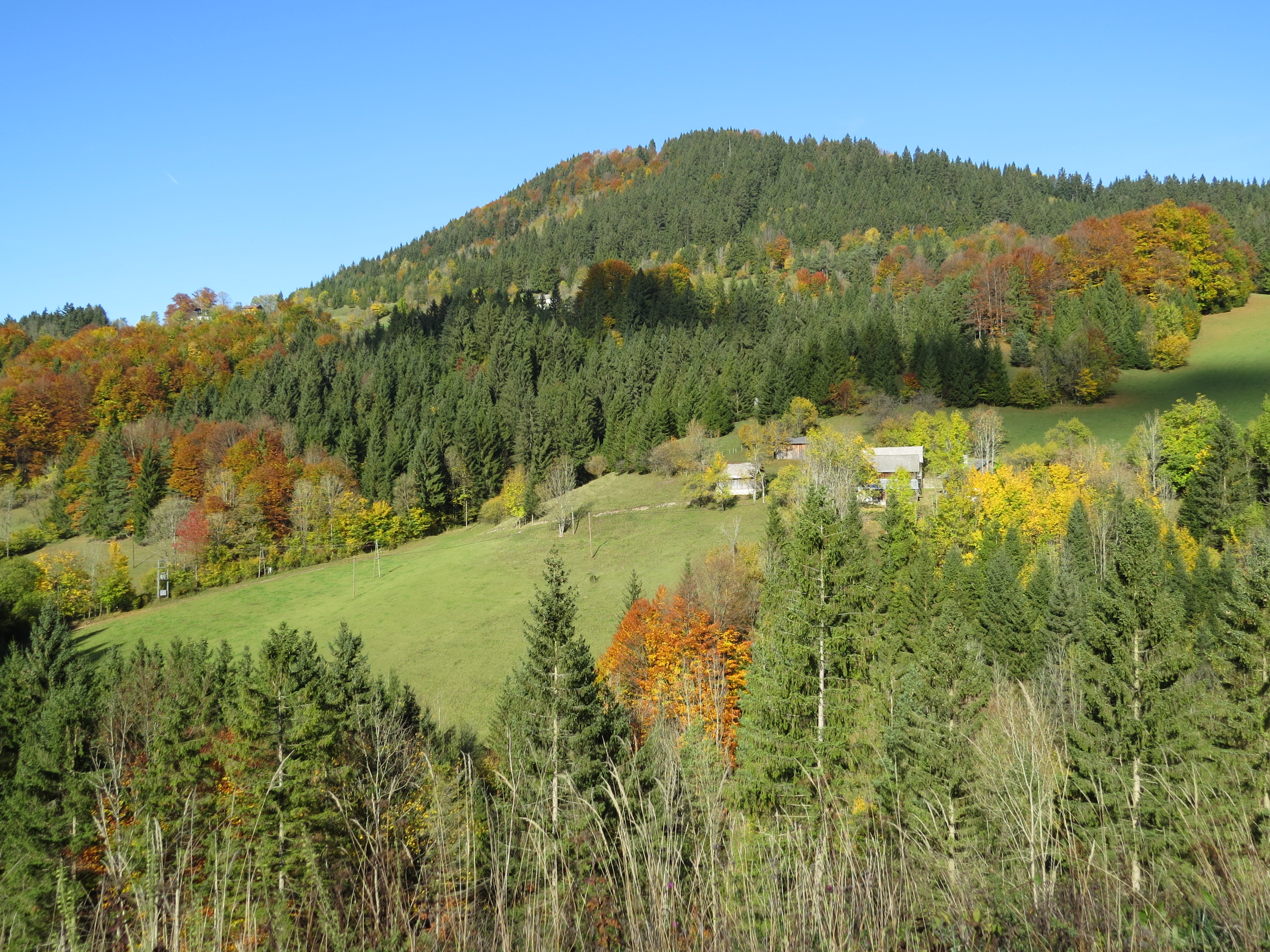
Landschaft in St. Georgen an der Leys.

## Geografie
St. Georgen an der Leys liegt im Mostviertel in Niederösterreich. Das Gemeindegebiet wird von der Melk von Süden nach Nordwesten durchflossen. Die wichtigsten Nebenbäche sind der Steinbach, der Bründlbach und die Leys. Der tiefste Punkt der Gemeinde liegt bei 340 Meter über dem Meer im Nordwesten. Im Norden bildet der Höhenrücken des Fußmaißelberges die Gemeindegrenze. Die höchsten Berge liegen im Süden, der höchste ist der Statzberg mit 948 Meter.
Die Fläche der Gemeinde umfasst 23,9 Quadratkilometer. Davon sind 63 Prozent landwirtschaftliche Nutzfläche, 32 Prozent sind bewaldet.

### Gemeindegliederung
Das Gemeindegebiet umfasst folgende 18 Ortschaften (in Klammern Einwohnerzahl Stand 1. Jänner 2025):
- Ahornleiten (25)
- Bach (28)
- Bichl (36)
- Dachsberg (62)
- Forsthub (51)
- Gries (13)
- Kandelsberg (31)
- Kreuzfeld (20)
- Kröll (96)
- Maierhof (27)
- Mitteröd (41)
- Oedwies (68)
- Ramsau (12)
- St. Georgen an der Leys (477)
- Schießer (55)
- Wiesmühl (116)
- Windhag (121)
- Zwickelsberg (31)

Die Gemeinde besteht aus den Katastralgemeinden Dachsberg und St. Georgen an der Leys.

### Nachbargemeinden
|          | Oberndorf an der Melk                       |                                       |
| Scheibbs | Kompassrose, die auf Nachbargemeinden zeigt | Texingtal, (Bezirk Melk)              |
|          | St. Anton an der Jeßnitz                    | Frankenfels, (Bezirk St. Pölten-Land) |

## Geschichte
Ein Lochbeil aus grünem Serpentin bezeugt, dass das Gebiet bereits in der Jungsteinzeit besiedelt war. Ab 800 nach Christus siedelten sich Slawen an, um die Jahrtausendwende bayrische Siedler. Großräumige Rodungen der landwirtschaftlichen Flächen fanden im 11. und 12. Jahrhundert statt. Um 1100 wurde auf dem „Ödenkogel“ (Dachsberg) eine Wehranlage errichtet. Bis 1400 wurde sie von den Rittern von Dachsberg bewohnt.
Im Jahr 1352 errichteten die Kartäuser von Mauerbach eine Kapelle in der Leyzz, die sie dem hl. Gorg weihten. Pfarrlich betreut wurde sie von St. Leonhard am Forst, später von Oberndorf an der Melk. Im Jahr 1762 wurde die neu erbaute Kirche den Heiligen Georg und Gregor dem Großen geweiht, eine selbständige Pfarre wurde St. Georgen an der Leys 1780. Ein Jahr später nannte sich die Pfarre „Georgenbrunn“, die Kirche wurde „Jörgenbründl in der Leiß“ genannt. Ab 1821 setzte sich die Schreibweise „St. Georgen an der Leys“ durch.

### Einwohnerentwicklung
| St. Georgen an der Leys: Einwohnerzahlen von 1869 bis 2024 | St. Georgen an der Leys: Einwohnerzahlen von 1869 bis 2024 | St. Georgen an der Leys: Einwohnerzahlen von 1869 bis 2024 | St. Georgen an der Leys: Einwohnerzahlen von 1869 bis 2024 | St. Georgen an der Leys: Einwohnerzahlen von 1869 bis 2024 |
| ---------------------------------------------------------- | ---------------------------------------------------------- | ---------------------------------------------------------- | ---------------------------------------------------------- | ---------------------------------------------------------- |
| Jahr                                                       |                                                            |                                                            |                                                            | Einwohner                                                  |
| 1869                                                       | 1869                                                       |                                                            | 899                                                        | 899                                                        |
| 1880                                                       | 1880                                                       |                                                            | 940                                                        | 940                                                        |
| 1890                                                       | 1890                                                       |                                                            | 861                                                        | 861                                                        |
| 1900                                                       | 1900                                                       |                                                            | 880                                                        | 880                                                        |
| 1910                                                       | 1910                                                       |                                                            | 958                                                        | 958                                                        |
| 1923                                                       | 1923                                                       |                                                            | 925                                                        | 925                                                        |
| 1934                                                       | 1934                                                       |                                                            | 1.035                                                      | 1.035                                                      |
| 1939                                                       | 1939                                                       |                                                            | 954                                                        | 954                                                        |
| 1951                                                       | 1951                                                       |                                                            | 917                                                        | 917                                                        |
| 1961                                                       | 1961                                                       |                                                            | 973                                                        | 973                                                        |
| 1971                                                       | 1971                                                       |                                                            | 1.036                                                      | 1.036                                                      |
| 1981                                                       | 1981                                                       |                                                            | 1.109                                                      | 1.109                                                      |
| 1991                                                       | 1991                                                       |                                                            | 1.241                                                      | 1.241                                                      |
| 2001                                                       | 2001                                                       |                                                            | 1.299                                                      | 1.299                                                      |
| 2011                                                       | 2011                                                       |                                                            | 1.324                                                      | 1.324                                                      |
| 2021                                                       | 2021                                                       |                                                            | 1.330                                                      | 1.330                                                      |
| 2024                                                       | 2024                                                       |                                                            | 1.335                                                      | 1.335                                                      |
| Quelle(n): Statistik Austria, Gebietsstand 1. Jänner 2021  |                                                            |                                                            |                                                            |                                                            |

## Kultur und Sehenswürdigkeiten

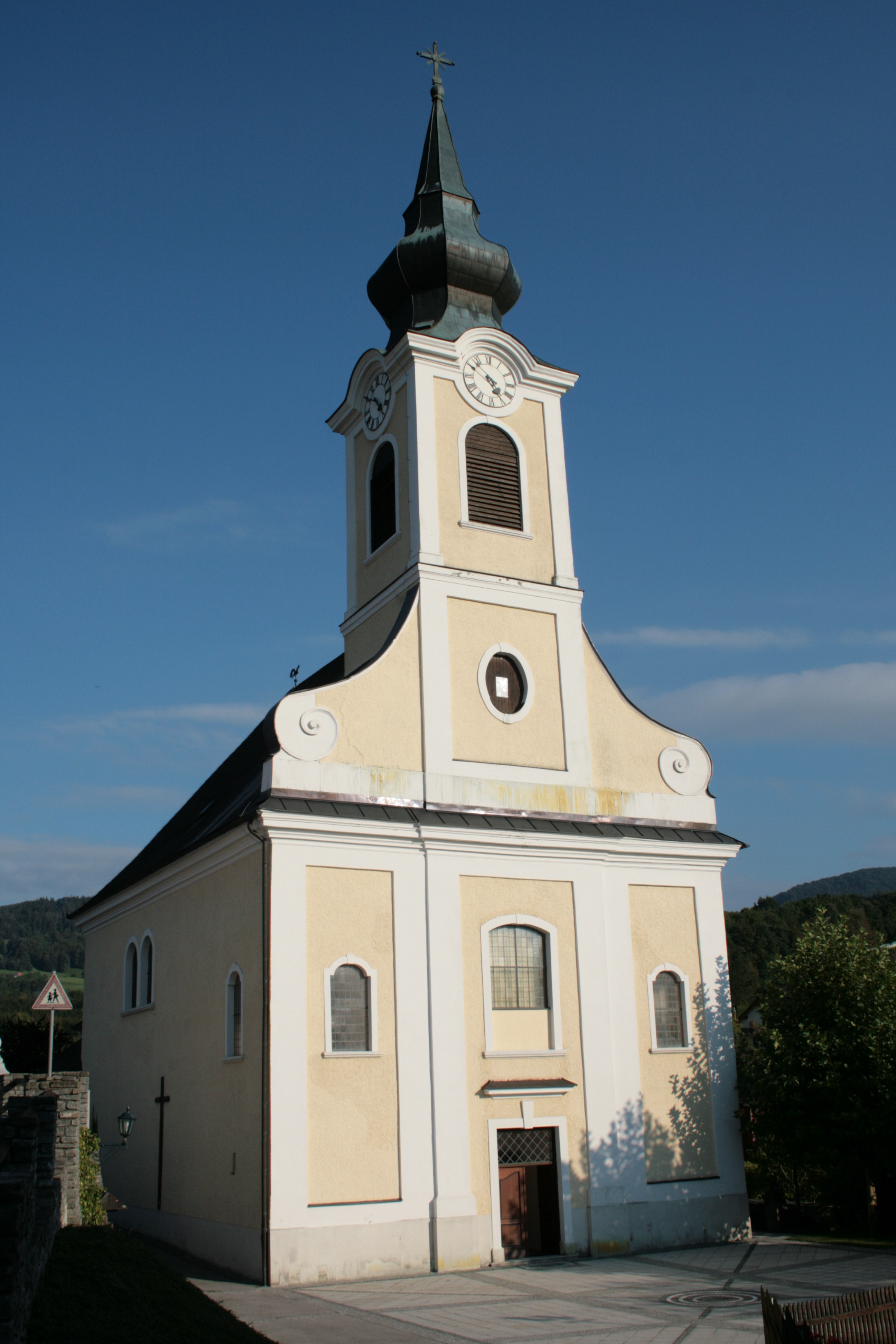
Pfarrkirche St. Georgen an der Leys

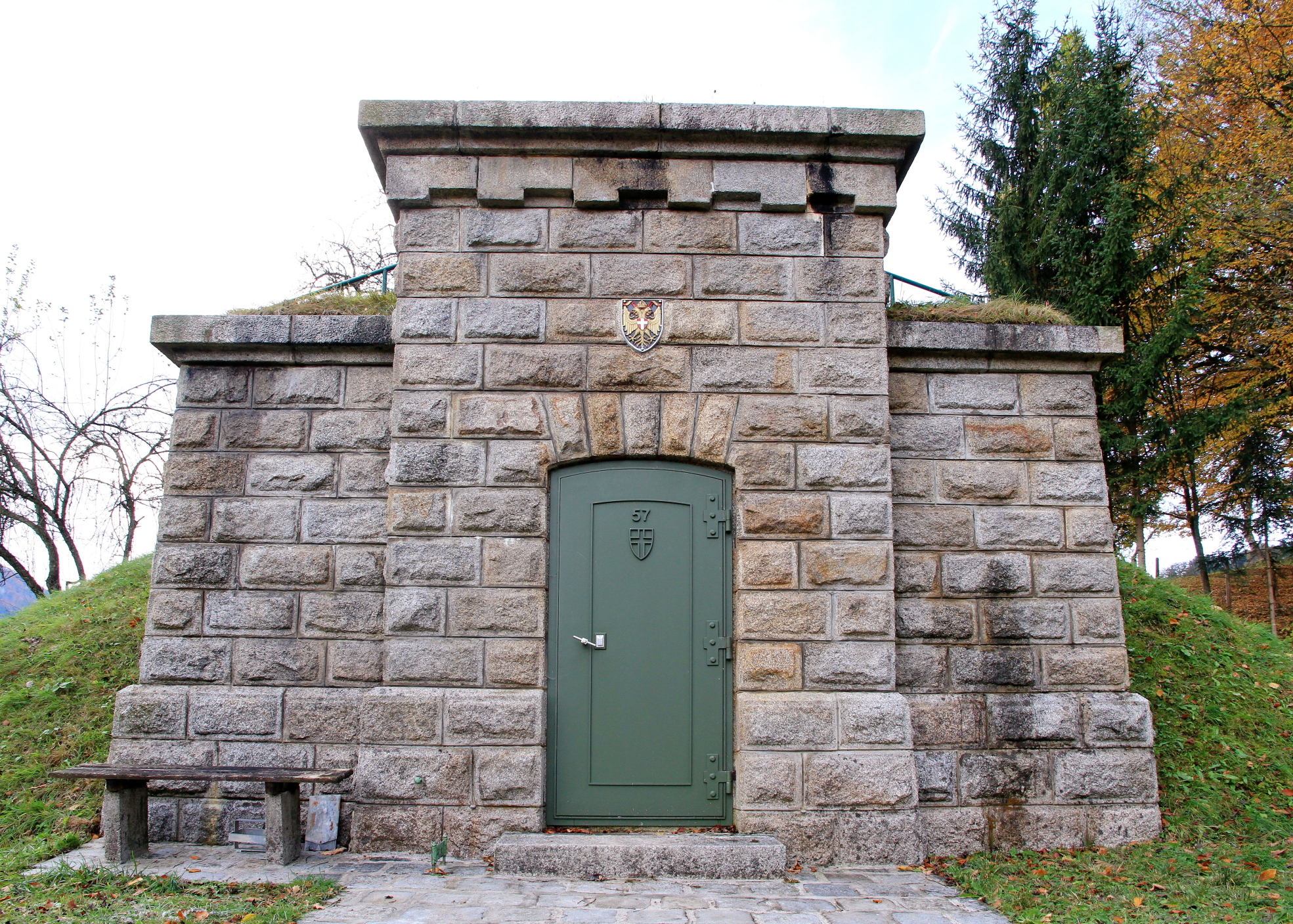
Einlaufkammer der II. Wiener Hochquellenleitung

- Pfarrkirche St. Georgen an der Leys
- II. Wiener Hochquellenleitung

## Wirtschaft und Infrastruktur
Nichtlandwirtschaftliche Arbeitsstätten gab es im Jahr 2001 28, land- und forstwirtschaftliche Betriebe nach der Erhebung 1999 122. Die Zahl der Erwerbstätigen am Wohnort betrug nach der Volkszählung 2001 607. Die Erwerbsquote lag 2001 bei 47,26 Prozent.

### Wirtschaftssektoren
Von den 107 landwirtschaftlichen Betrieben des Jahres 2010 wurden 54 im Haupterwerb geführt. Sie bewirtschafteten beinahe zwei Drittel der Flächen. Im Produktionssektor waren 31 der 34 Erwerbstätigen in der Bauwirtschaft beschäftigt, drei im Bereich Herstellung von Waren. Die größten Arbeitgeber des Dienstleistungssektors waren die Bereiche Verkehr (31), Handel (30) und soziale und öffentliche Dienste (28 Mitarbeiter).
| Wirtschaftssektor            | Anzahl Betriebe | Anzahl Betriebe | Erwerbstätige | Erwerbstätige |
| Wirtschaftssektor            | 2011            | 2001            | 2011          | 2001          |
| ---------------------------- | --------------- | --------------- | ------------- | ------------- |
| Land- und Forstwirtschaft 1) | 107             | 122             | 100           | 104           |
| Produktion                   | 9               | 9               | 34            | 132           |
| Dienstleistung               | 39              | 19              | 117           | 101           |

1) Betriebe mit Fläche in den Jahren 2010 und 1999
| Im Jahr 2011 lebten 739 Erwerbstätige in St. Georgen an der Leys. Davon arbeiteten 191 in der Gemeinde, drei Viertel pendelten aus. - Kindergarten - Volksschule - Musikschule | Die zur Anzeige dieser Grafik verwendete Erweiterung wurde dauerhaft deaktiviert. Wir arbeiten aktuell daran, diese und weitere betroffene Grafiken auf ein neues Format umzustellen. (Mehr dazu) |

### Sport
Folgende Sportarten sind in der Gemeinde möglich:
- Fußball
- Tennis
- Beachvolleyball
- Wanderwege
- Stockschießen
- Reiten
- Eislaufen

## Politik

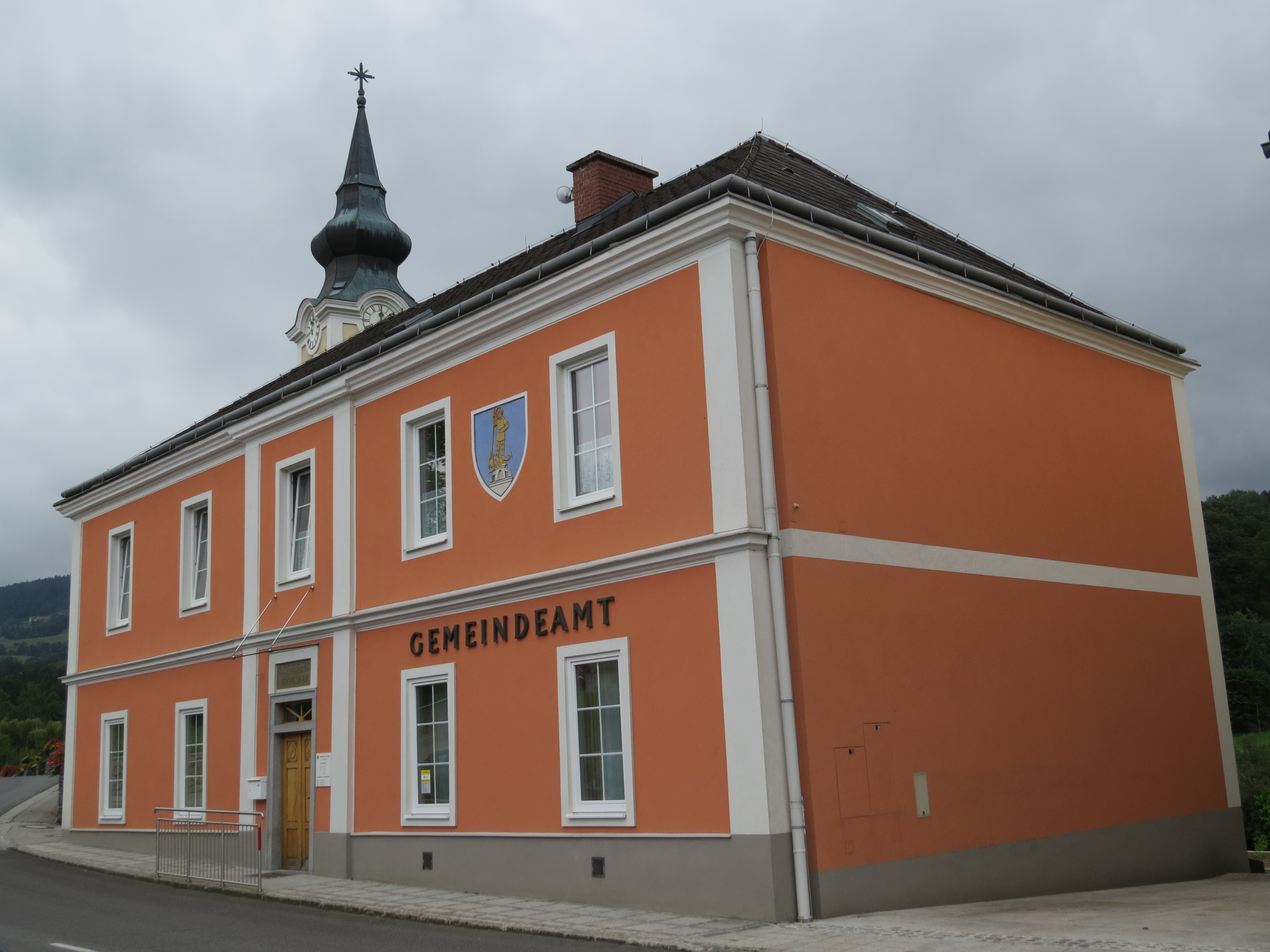
Gemeindeamt

| Der Gemeinderat hat 19 Mitglieder. - Gemeinderatswahlen in Niederösterreich 1990: ÖVP 17, SPÖ 2. - Gemeinderatswahlen in Niederösterreich 1995: ÖVP 18, SPÖ 1. - Gemeinderatswahlen in Niederösterreich 2000: ÖVP 17, SPÖ 1, Liste Friedrich Tod Wahlpartei St. Georgen 1. - Gemeinderatswahlen in Niederösterreich 2005: ÖVP 17, SPÖ 1, Liste Friedrich Tod Wahlpartei St. Georgen 1. - Gemeinderatswahlen in Niederösterreich 2010: ÖVP 17, SPÖ 2. - Gemeinderatswahlen in Niederösterreich 2015: ÖVP 17, SPÖ 2. - Gemeinderatswahlen in Niederösterreich 2020: ÖVP 18, SPÖ 1. - Gemeinderatswahlen in Niederösterreich 2025: ÖVP 17, SPÖ 2. | Die zur Anzeige dieser Grafik verwendete Erweiterung wurde dauerhaft deaktiviert. Wir arbeiten aktuell daran, diese und weitere betroffene Grafiken auf ein neues Format umzustellen. (Mehr dazu) |

### Bürgermeister
- 2000–2020 Stefan Schuster (ÖVP)
- seit 2020 Alois Mellmer (ÖVP)[17]

## Persönlichkeiten
- Eduard Lebhard (* 1896 in St. Georgen an der Leys), vom Volksgericht verurteilt wegen Kriegsverbrechen (Auslieferung und Misshandlung dreier russischer Kriegsgefangener an die Waffen-SS in St. Georgen an der Leys) zur Strafe des Kerkers für die Dauer von 20 Jahren[18]
- Manuel Brunner (* 1981), österreichisch-grenadischer Skirennläufer
- Christian Steinhammer (* 1988), Leichtathlet, Langstreckenläufer
- Patrick Schagerl (* 1992), Fußballspieler und -trainer